# Gmina Adamów (Powiat Łukowski)
Die Gmina Adamów ist eine Landgemeinde im Powiat Łukowski der Woiwodschaft Lublin in Polen.

## Geographie
Das namensgebende Dorf liegt etwa 20 km südlich von Łuków und 60 km nordwestlich von Lublin. Die Gemeinde hat eine Flächenausdehnung von 98,68 km².

## Geschichte
1864 wurde Adamów in die Landgemeinde Gułów eingegliedert. Bis 1918 wuchs die Einwohnerzahl stark und die Vielfalt von Nationalitäten stieg. Das Gebiet wurde von Polen, Russen, Deutschen, Juden und Serben bewohnt. 1827 wurden die jüdische Bevölkerung zum ersten Mal erwähnt, als sie mit 108 Einwohnern etwa 19 % der Bevölkerung ausmachten. 1908 wohnten in Adamów 1073 Polen, 647 Juden, 14 Russen, 6 Deutsche und 21 Serben. Die Multinationalität überlebte bis zum Zweiten Weltkrieg. Im Oktober 1942 wurde die jüdische Bevölkerung zuerst in das Ghetto von Łuków und später in das Lager Treblinka umgesiedelt. Ab Herbst 1915 befand sich die Kommune unter deutscher Besatzung innerhalb der Grenzen des Generalgouvernements Warschau. Die Gebiete von Adamów wurden in den Schlachten von 1939 stark in Mitleidenschaft gezogen.

## Gliederung
Zur Landgemeinde (gmina wiejska) Adamów gehören folgende 17 Ortschaften mit einem Schulzenamt:
Adamów
Budziska
Dąbrówka
Ferdynandów
Gułów
Helenów
Hordzieżka
Kalinowy Dół
Konorzatka
Lipiny
Sobiska
Turzystwo
Władysławów
Wola Gułowska
Zakępie
Żurawiec
Weitere Orte der Gemeinde sind Grabina, Natalin und Ruszcza.